# Santa Ana Yaremi
Santa Ana Yaremi är en ort i Mexiko.   Den ligger i kommunen Santa Ana Yareni och delstaten Oaxaca, i den sydöstra delen av landet, 300 km sydost om huvudstaden Mexico City. Santa Ana Yaremi ligger 2 302 meter över havet och antalet invånare är 1 149.
Terrängen runt Santa Ana Yaremi är kuperad åt sydväst, men åt nordost är den bergig. Runt Santa Ana Yaremi är det glesbefolkat, med 12 invånare per kvadratkilometer. Närmaste större samhälle är San Miguel Aloápam, 8,6 km väster om Santa Ana Yaremi. I omgivningarna runt Santa Ana Yaremi växer huvudsakligen savannskog.